# Thy Will Be Done
Thy Will Be Done is de dertiende aflevering van het zevende seizoen van de televisieserie ER, die voor het eerst werd uitgezonden op 8 februari 2001.

## Verhaal
Dr. Kovac ziet een oude patiënt van hem terugkeren, het is bisschop Stewart die een pijnmedicatie wil van hem. Ondertussen heeft hij zijn handen vol aan een tiener die een nieuwe harttransplantatie weigert. Omdat de tiener nog minderjarig is bespreekt Dr. Kovac dit met zijn ouders, deze wil de transplantatie koste wat kost doorzetten. 
Dr. Carter moet verschijnen op een liefdadigheidsbijeenkomst die zijn familie georganiseerd heeft, hij vraagt Lockhart om hem daarheen te vergezellen. Bij aankomst komt Lockhart haar ex-man tegen, zij besluiten later op de avond om de auto van haar ex-man op te zoeken om de banden leeg te laten lopen. 
Dr. Malucci heeft een homoseksuele man onder behandeling die een partner heeft die besmet is met hiv, hij heeft onbeschermde seks met hem om zo ook hiv te krijgen. Dr. Malucci snapt zijn drang naar hiv niet, en probeert hem over te halen om hiermee te stoppen.
Dr. Greene is nog steeds niet de oude na zijn hersenoperatie en iedereen begint dit op te vallen behalve hijzelf. Dr. Weaver besluit een medische keuring aan te vragen voor hem, dit valt niet goed bij dr. Greene. 

## Rolverdeling

### Hoofdrollen
- Anthony Edwards - Dr. Mark Greene
- Noah Wyle - Dr. John Carter
- George Plimpton - John Truman Carter sr.
- Laura Innes - Dr. Kerry Weaver
- Alex Kingston - Dr. Elizabeth Corday
- Paul McCrane - Dr. Robert Romano
- Goran Višnjić - Dr. Luka Kovac
- Michael Michele - Dr. Cleo Finch
- Erik Palladino - Dr. Dave Malucci
- Maura Tierney - verpleegster Abby Lockhart
- Mark Valley - Richard Lockhart
- Yvette Freeman - verpleegster Haleh Adams
- Laura Cerón - verpleegster Chuny Marquez
- Lily Mariye - verpleegster Lily Jarvik
- Lyn Alicia Henderson - ambulancemedewerker Pamela Olbes
- Claudine Claudio - ambulancemedewerker Silva
- Emily Wagner - ambulancemedewerker Doris Pickman
- Kristin Minter - Randi Fronczak
- Demetrius Navarro - Morales

### Gastrollen (selectie)
- James Cromwell - Bisschop Stewart
- Robert Beitzel - Jeff
- Noah Blake - Sean
- Art Chudabala - Greg
- Melissa Dye - Alexis
- Sean G. Griffin - Dr. Frost
- Jeanine Jackson - Elise Stevens
- David Naughton - Ben Stevens
- Josh Peck - Nick Stevens